# Persone di nome Jamal
| Questa pagina contiene informazioni ricavate automaticamente dalle voci biografiche con l'ausilio del template Bio e di un bot. L'aggiornamento è periodico e automatico e ricostruisce completamente la pagina. Se manca una persona in questa lista, sei pregato di non aggiungerla, ma accertati piuttosto che la sua voce biografica contenga il template Bio e che i dati anagrafici siano correttamente compilati. Se il template Bio manca, inseriscilo tu stesso o, in alternativa, metti l'avviso {{tmp\|Bio}} che ne segnala la mancanza. Se i dati riportati sono sbagliati, correggi direttamente la voce biografica; le modifiche saranno visibili in questa lista entro pochi giorni. Per chiarimenti vedi il progetto antroponimi. La lista contiene solo le 58 persone che sono citate nell'enciclopedia e per le quali è stato implementato correttamente il template Bio. Pagina aggiornata al 7 apr 2025. |

Questa è una lista di persone presenti nell'enciclopedia che hanno il nome Jamal, suddivise per attività principale.

## Allenatori di calcio(4)
- Jamal Alioui, allenatore di calcio e ex calciatore marocchino (Saint-Étienne, n. 1982)
- Jamal Campbell-Ryce, allenatore di calcio e ex calciatore inglese (Londra, n. 1983)
- Jamal Sellami, allenatore di calcio e ex calciatore marocchino (Casablanca, n. 1970)
- Jamal Taha, allenatore di calcio e ex calciatore egiziano (Il Cairo, n. 1966)

## Altisti(1)
- Jamal Wilson, altista bahamense (Nassau, n. 1988)

## Arbitri di calcio(1)
- Jamal Al Sharif, ex arbitro di calcio siriano (Damasco, n. 1954)

## Attori(1)
- Jamal Woolard, attore e rapper statunitense (New York, n. 1975)

## Calciatori(21)
- Jamal Al-Qabendi, calciatore kuwaitiano (Kazma, n. 1959 - † 2021)
- Jamal Ali, ex calciatore iracheno (n. 1956)
- Jamal Amofa, calciatore olandese (Amsterdam, n. 1998)
- Jamal Arago, calciatore ghanese (Accra, n. 1993)
- Jamal Bajandouh, calciatore saudita (Bournemouth, n. 1992)
- Jamal Bhuyan, calciatore bangladese (Copenaghen, n. 1990)
- Jamal Blackman, calciatore inglese (Londra, n. 1993)
- Jamal Charles, calciatore grenadino (n. 1995)
- Jamal Gay, ex calciatore trinidadiano (Arima, n. 1989)
- Jamal Jack, calciatore trinidadiano (Charlotteville, n. 1987)
- Jamal Jouhar, ex calciatore qatariota (n. 1987)
- Jamal Lewis, calciatore nordirlandese (Luton, n. 1998)
- Jamal Lowe, calciatore inglese (Harrow, n. 1994)
- Jamal Maroof, calciatore emiratino (Dubai, n. 1991)
- Jamal Mohammed, ex calciatore keniota (Nairobi, n. 1984)
- Jamal Mubarak, ex calciatore kuwaitiano (n. 1974)
- Jamal Musiala, calciatore tedesco (Stoccarda, n. 2003)
- Jamal Rashid, calciatore bahreinita (n. 1988)
- Jamal Salim, calciatore ugandese (n. 1995)
- Jamal Seeto, calciatore papuano (n. 1990)
- Jamal Thiaré, calciatore senegalese (Kaolack, n. 1993)

## Cestisti(10)
- Jamal Cain, cestista statunitense (Pontiac, n. 1999)
- Jamal Jones, cestista statunitense (Searcy, n. 1993)
- Jamal Ma'aytah, ex cestista tedesco (Calau, n. 1981)
- Jamal Mashburn, ex cestista statunitense (New York, n. 1972)
- Jamal Murray, cestista canadese (Kitchener, n. 1997)
- Jamal Olasewere, ex cestista statunitense (Silver Spring, n. 1991)
- Jamal Robinson, ex cestista statunitense (San Diego, n. 1973)
- Jamal Sampson, ex cestista statunitense (Inglewood, n. 1983)
- Jamal Shead, cestista statunitense (Austin, n. 2002)
- Jamal Shuler, ex cestista statunitense (Jacksonville, n. 1986)

## Chimici(1)
- Jamal Lasri, chimico marocchino (Casablanca, n. 1973)

## Disc jockey(1)
- Jam Aunni, disc jockey e produttore discografico marocchino (Safi, n. 1993)

## Giocatori di calcio a 5(1)
- Jamal El Ghannouti, ex giocatore di calcio a 5 e ex calciatore olandese (Rotterdam, n. 1983)

## Giocatori di football americano(5)
- Jamal Adams, giocatore di football americano statunitense (Lewisville, n. 1995)
- Jamal Agnew, giocatore di football americano statunitense (San Diego, n. 1995)
- Jamal Anderson, ex giocatore di football americano statunitense (Newark, n. 1972)
- Jamal Hill, giocatore di football americano statunitense (Rex, n. 2001)
- Jamal Lewis, ex giocatore di football americano statunitense (Atlanta, n. 1979)

## Hockeisti su ghiaccio(1)
- Jamal Mayers, ex hockeista su ghiaccio canadese (Toronto, n. 1974)

## Kickboxer(1)
- Jamal Ben Saddik, kickboxer belga (Anversa, n. 1990)

## Lottatori(2)
- Jamal Mirzaei, lottatore iraniano (n. 1985)
- Jamal Valizadeh, lottatore iraniano (n. 1991)

## Mezzofondisti(1)
- Jamal Hairane, mezzofondista qatariota (n. 1993)

## Produttori discografici(1)
- Polow da Don, produttore discografico e rapper statunitense (Atlanta, n. 1978)

## Rapper(2)
- Jamule, rapper tedesco (Duisburg, n. 1996)
- Mac Mall, rapper statunitense (Vallejo, n. 1975)

## Scrittori(1)
- Jamal Khashoggi, scrittore e giornalista saudita (Medina, n. 1958 - Istanbul, † 2018)

## Teologi(1)
- Jamal al-Din al-Afghani, teologo iraniano (Distretto di Asadabad - Istanbul, † 1897)

## Velocisti(1)
- Jamal Walton, velocista (n. 1998)

## Vescovi cattolici(1)
- Jamal Daibes, vescovo cattolico giordano (Zababdeh, n. 1964)